# Lagoleptus hugin
Lagoleptus hugin là một loài tò vò trong họ Ichneumonidae.